# 聯電盃職業圍棋賽
聯電盃職業圍棋賽為臺灣一項曾經存在的職業圍棋賽事，於2020年至2023年間辦理，共舉辦四屆，由聯華電子公司贊助，台灣棋院主辦，冠軍獎金新臺幣100萬元、亞軍新臺幣40萬元。

## 沿革
聯華電子曾於2000年贊助「聯電千禧盃」，由聯華電子與中華圍棋協會主辦，海峰文教基金會、台灣棋院協辦，冠軍獎金80萬元，是當時全台最高獎金的圍棋比賽。該賽由周俊勳奪冠，彭景華亞軍，但僅舉辦一屆。
聯電盃職業圍棋賽於2020年開辦，由聯華電子公司贊助，台灣棋院主辦，分成初賽、複賽、循環圈、冠亞軍賽。初賽以2019年職業棋士獎金排名取16名為種子，採單敗淘汰制，區分為16組，以單敗淘汰制取各組第一名進入複賽。複賽採雙敗淘汰制，取8名進入循環圈。循環圈以8人單循環制，首屆由前二名晉級冠亞軍賽。冠亞軍賽採七戰四勝制，勝者為冠軍；敗者為亞軍，並取得下屆循環圈第1順位資格。
第二屆以後，以前一年職業棋士獎金排名取12名為種子，採單敗淘汰制，區分為12組，以單敗淘汰制取各組第一名進入複賽；各組設種子一名，依前一年度獎金排名序安排。上一屆循環圈後4名直接參加複賽。複賽採雙敗淘汰制，取4名進入循環圈。循環圈採8人單循環制，循環圈次三名保留下屆循環圈資格（第2—4順位），第一名取得挑戰權。若有同分須加賽的情形，由順位前二名取得加賽資格。冠亞軍賽賽制與前一年相同。

## 賽制
聯電盃職業圍棋賽賽制如下：
- 初賽：前一年獎金排名取12名為種子，單敗淘汰制，取12名進入複賽。
- 複賽：上一屆循環圈後4名直接參加複賽；採雙敗淘汰制，取4名進入循環圈。
- 循環圈：8人單循環制，第一名取得挑戰權，循環圈次三名保留下屆循環圈資格（第2—4順位）。
- 冠亞軍賽：七戰四勝制，勝者為冠軍；敗者為亞軍，並取得下屆循環圈第1順位資格。
- 規則：比目法，一律分先，黑先貼六目半。
- 用時：初賽、複賽：每局各用時2小時，最後3分鐘讀秒，60秒3次。循環圈、挑戰賽（冠亞軍賽）：每局各用時3小時，最後5分鐘讀秒，60秒5次。

## 獎金與對局費
聯電盃職業圍棋賽獎金與對局費如下：
- 挑戰賽（冠亞軍賽）：冠軍奬金100萬元，亞軍40萬元。
- 循環圈：勝者每局對局費11,000元，負者每局對局費10,000元、加賽每局每人對局費5,000元。
- 複賽：每局每人對局費4,000元。
- 初賽：每局每人對局費2,000元。

## 歷屆冠亞軍
| 屆次 | 年份   | 冠軍       | 比分 | 亞軍       | 備註                                                          | 參考  |
| ---- | ------ | ---------- | ---- | ---------- | ------------------------------------------------------------- | ----- |
| 1    | 2020年 | 賴均輔五段 | 4:2  | 王元均棋王 |                                                               | [ 5 ] |
| 2    | 2021年 | 王元均天元 | 4:2  | 賴均輔七段 |                                                               | [ 6 ] |
| 3    | 2022年 | 許皓鋐八段 | 4:2  | 王元均九段 |                                                               | [ 7 ] |
| 4    | 2023年 | 許皓鋐九段 | 4:0  | 徐靖恩五段 | * 許皓鋐衛冕成功，二連霸。 * 本屆為最後一屆，2024年起未舉辦。 | [ 8 ] |